# Jean Materne
Pour les articles homonymes, voir Materne (homonymie).
Jean Joseph Dieudonné Materne, né à Wépion le 22 juillet 1889 et mort à Jambes le 21 juin 1964, est un industriel belge et un militant wallon.

## Biographie
En 1923, il succède à son père à la tête d'une importante fabrique de confitures qui porte son nom. Il s'engage dans les rangs libéraux malgré son éducation catholique chez les jésuites de Namur et rencontre François Bovesse. Il sera bourgmestre de Jambes de 1934 à sa mort. En 1937 avec le libéral liégeois Jean Rey et le Carolorégien, René Dupriez, il provoque à Namur la réunion des fédérations libérales de Wallonie. Elles s'opposent radicalement à toute idée d'amnistie pour les collaborateurs des Allemands en 1914-1918. Ces fédérations exigent également la représentation des libéraux wallons au gouvernement. De la réunion sort la création de l'Entente libérale wallonne, placée sous sa présidence.
Jean Materne, en ce discours d'ouverture s'oppose solennellement au Fédéralisme et à la division du pays en deux régions linguistiques. L'Entente libérale wallonne devait s'en tenir aux spécificités économiques de la Wallonie, à leur étude et à la représentation de la Wallonie en Belgique unitaire. De 1938 à 1940 Jean Materne représente aussi Namur à l'Assemblée wallonne.
En 1945, il assiste au Congrès national wallon, devient membre de son Comité permanent, président pour la province de Namur pour le Conseil économique wallon. Il évolue nettement vers le fédéralisme mais constate que l'Entente libérale qu'il a créée tombe en léthargie. Il démissionne de sa présidence et est remplacé par Olympe Gilbart. Il est élu sénateur provincial en 1954 et le demeurera jusqu'en 1963. Au début de cette année il démissionne de ce poste en faveur de Michel Toussaint.

## Hommages
Une avenue de Jambes, dont il fut bourgmestre commémore son nom.